# A.W. Sandberg (dokumentarfilm)
A.W. Sandberg er en dansk dokumentarfilm.